# 喬治·沃克·布什總統國際外訪
美國第43任總統喬治·沃克·布什自2001年1月20日上任以來，已經有過49趟國際旅行，共前往73個國家（包含約旦河西岸）。

## 總計
他曾去過的國家訪問次數如下：
- 一次：阿爾巴尼亞、阿根廷、奧地利、巴林、貝寧、波札那、保加利亞、智利、克羅地亞、丹麥、薩爾瓦多、愛沙尼亞、格魯吉亞、加納、危地馬拉、匈牙利、印度、科索沃、科威特、利比里亞、立陶宛、蒙古國、荷蘭、奈及利亞、巴基斯坦、巴拿馬、菲律賓、葡萄牙、卡達、盧旺達、塞內加爾、斯洛伐克、南非、西班牙、瑞典、坦桑尼亞、土耳其、烏干達、烏克蘭、阿拉伯聯合酋長國、烏拉圭、越南和約旦河西岸。
- 兩次：阿富汗、澳洲、比利時、巴西、哥倫比亞、捷克、印尼、愛爾蘭、以色列、約旦、拉脫維亞、秘魯、羅馬尼亞、沙特阿拉伯、新加坡、斯洛文尼亞和泰國。
- 三次：埃及、南韓、波蘭
- 四次：加拿大、中華人民共和國、法國、伊拉克和日本

小布希總統造訪過的國家：
一次
兩次
三次
四次
五次
六次
七次或以上
美國

- 五次：德國、英國和梵蒂岡
- 六次：義大利、墨西哥。
- 七次：俄羅斯。